# Зелены, Йозеф
Йозеф Зелены (чеш. Josef Zelený; 24 марта 1824, Райград, Моравия — 3 мая 1886, Брно, Австро-Венгрия) — моравско-чешский художник, педагог. Почётный гражданин Райграда (1865)

## Биография
Образование получил в Брно у М. Шастны, в Праге, в 1844—1848 годах — в Венской академии художеств. В 1857 году получил финансовую поддержку от Моравского провинциального комитета для совершенствования и совершил художественную поездку по Германии и Франции. Вместе с С. Пинкасом и Я. Чермаком стажировался в Париже.
Затем работал в Брно, где руководил Школой рисования и живописи. Среди его учеников был Альфонс Муха.
Создавал, преимущественно, портреты, алтарные картины и полотна исторического жанра.

## Галерея

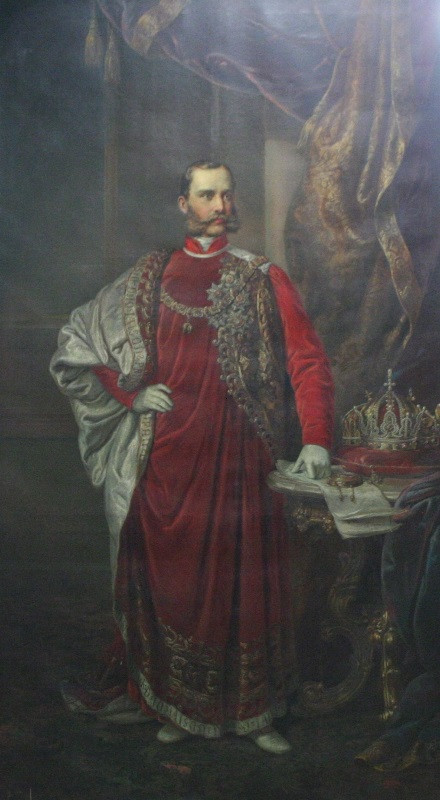
Франц-Иосиф I
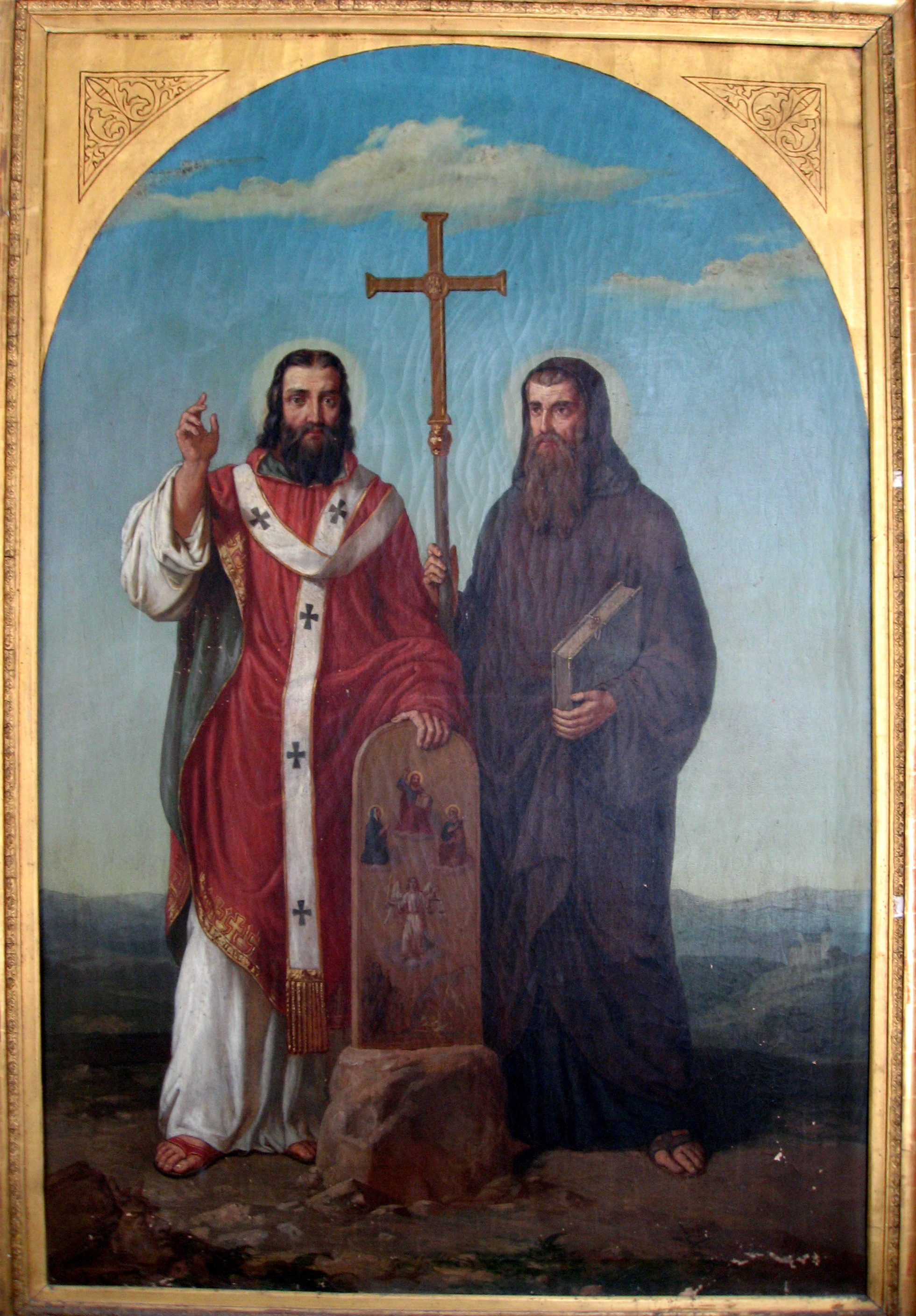
Святые Кирилл и Мефодий, картина из собрания Райградского монастыря
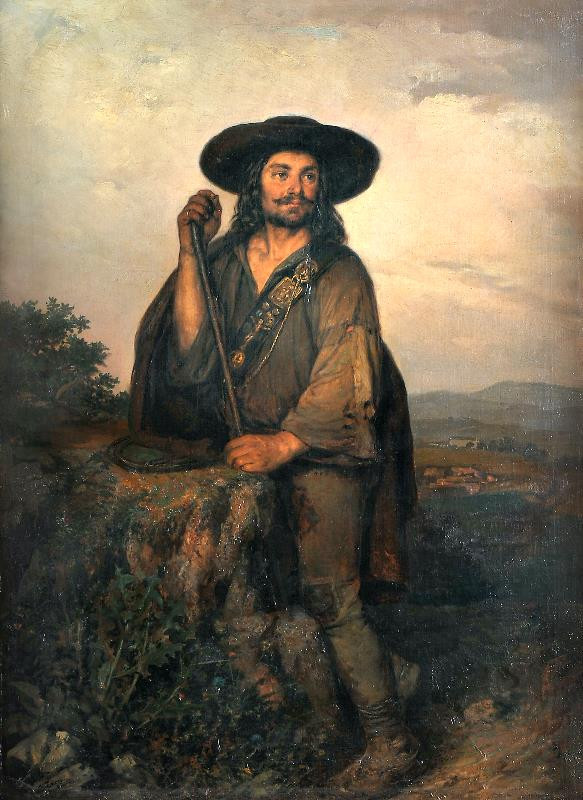
Мужской портрет (1858)
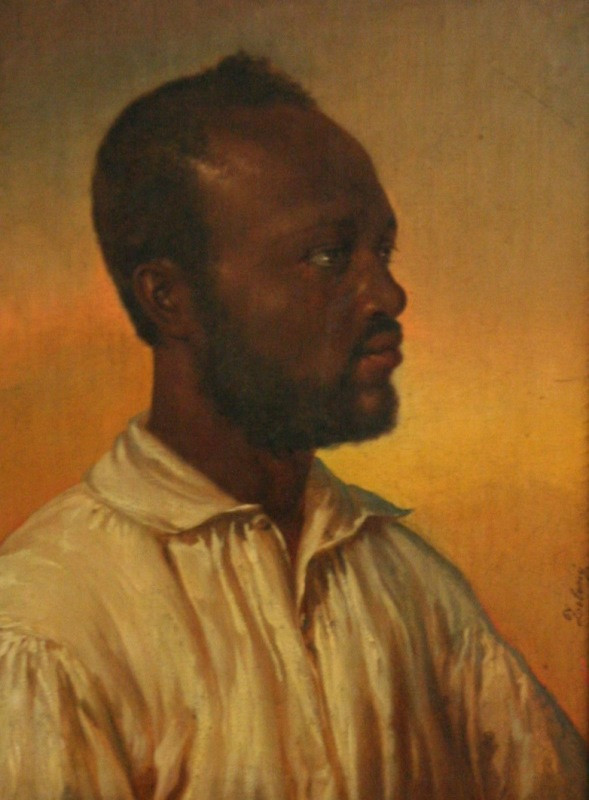
Портрет мавра (1849)
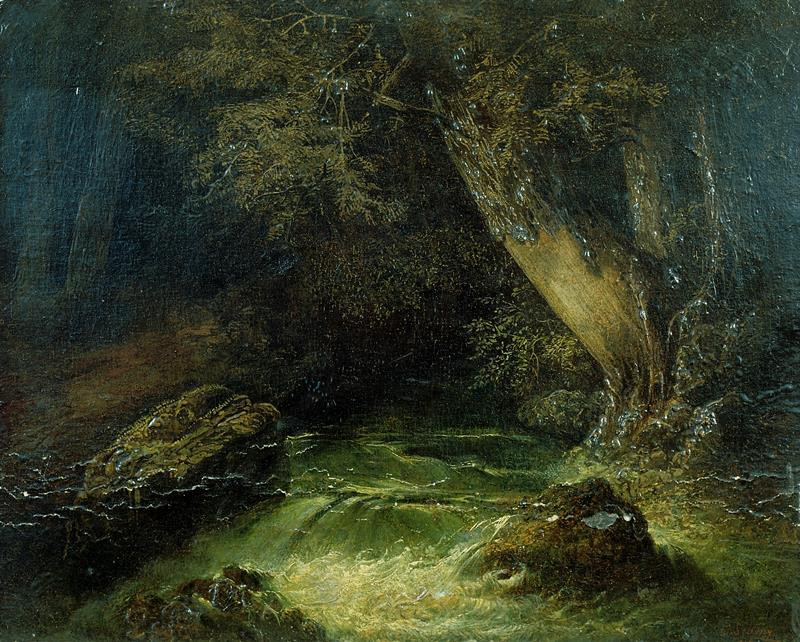
Лесной пейзаж (1863)
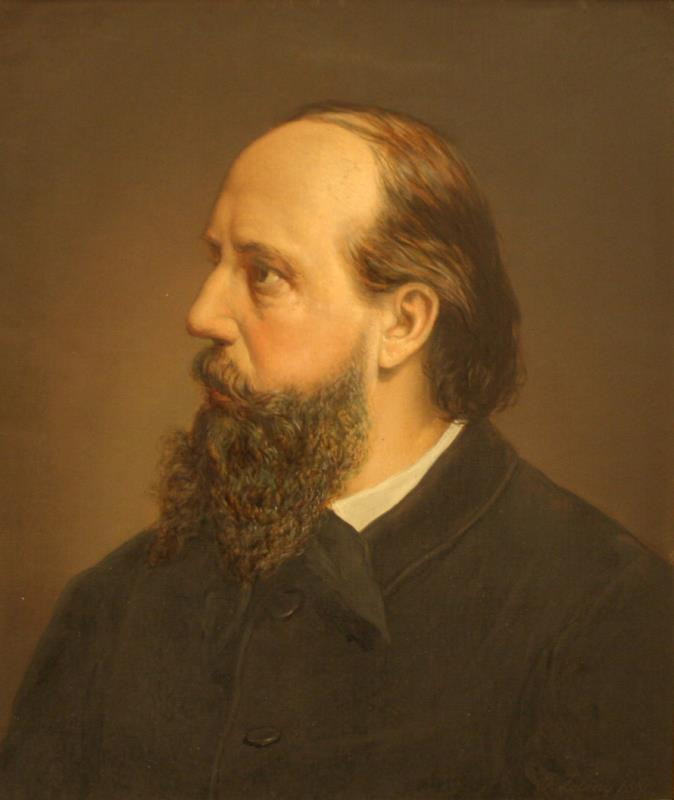
Портрет фотографа из Брно Гвидо Траппа (1880)